# 永和保福宮
25°00′48″N 121°30′31″E / 25.013204°N 121.508673°E
永和保福宮，是位於臺灣新北市永和區下溪里的保生大帝廟，分靈自大龍峒保安宮。

## 沿革歷史
永和地區早期居民多來自泉州，保生大帝係其守護神。過去永和的泉州人常渡河至大龍峒保安宮祭拜，因長途跋涉十分辛苦，地方仕紳遂商議迎香火在現今永和保福宮西側於道光二年（1822年）建廟，稱為「輪寮腳」。
當時的永和下溪里一帶地勢低窪，一遇到豪雨就淹水。最早的廟身僅為草庵，常遭水患，最後沖失殆盡。同治十二年（1875年），信眾曾萬成捐地五百坪，於現址興建公厝。1911年，該宮再次遭洪水沖毀，間隔四年後，1916年改建為三間聯式廟宇。1958年經過多次修繕及增建，廟方有擴建之議，於1967年8月動工，1971年10月完工。該廟由原本的四百多坪面積，擴增至一千兩百餘坪，成為永和最大的廟宇。
2009年決定再次改建，次年拆除舊廟，2011年動工興建新廟，斥資六億，興建面寬四十公尺、深四十八公尺的三落大殿，第一落三川殿高十六公尺、第二落主殿高廿三公尺、第三落凌霄寶殿高卅四公尺。宮廟內外殿龍柱為中國大陸石雕師王經民作品、剪黏為林光輝與弟子作品、交趾陶為葉星佑作品、門神為潘岳雄與蔡龍進作品、神龕為陳石亮作品、藻井為陳惠德作品，其餘創作者包括蘇天福、廖慶章、許良進、莊春波、潘坤地、王瑞瑜、許榮德、黃春泰等。2016年1月3日新廟落成，新北市副市長侯友宜及地方民代參與。

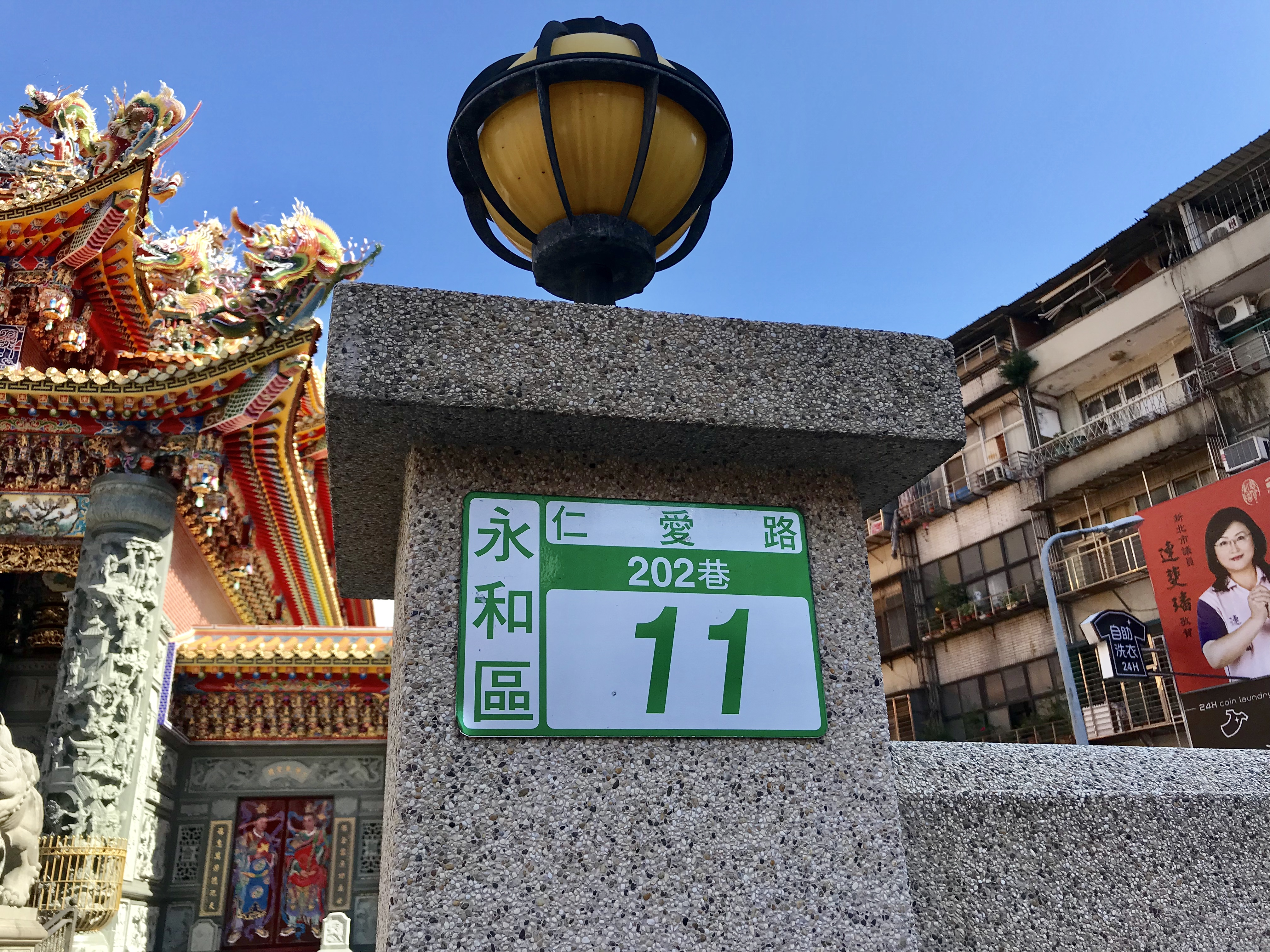
門牌為仁愛路202巷11號。

## 祭祀/祀神
祭祀的保生大帝神像分為大祖、二祖、三祖。祭祀組織有大會祖、二會祖、三會祖等。祭祀圈包含頂溪、網溪、上溪、中溪、下溪、店街、秀朗等里。以往配合政府政策選擇在每年農曆三月廿三日舉辦統一祭典，並安排有賽豬公活動。繞境時會邀請木柵忠順廟的保儀大夫與此廟保生大帝一同巡視龜崙蘭溪洲，出巡起因是早期農民以期解決蟲害之苦、穩定農作豐收。
- 祀神：保生大帝、天上聖母、玉皇上帝、觀世音菩薩、關聖帝君、註生娘娘、三官大帝、南斗星君、北斗星君、文昌帝君、神農大帝、玄天上帝、太歲星君、保儀尊王、齊天大聖、五路財神、福德正神

每四十年舉行祈安建醮大拜拜。

## 年例繞境
當地為同安與安溪籍移民居多，故信奉保生大帝與保儀大夫為主，保福宮為慶祝保生大帝聖誕與迎請保儀大夫出巡，每年均會辦理繞境，範圍整個溪洲、店仔街與中和瓦磘里一帶（永和秀朗地區自行獨立遶境），原於四月初五進行遶境，但在白色恐怖時期，被中華民國政府強迫統一祭典，訂於三月廿三媽祖生當天遶境，現已改回三月十五保生大帝聖誕當日辦理。
繞境隊伍排列固定為當地各參贊宮廟與各頭家聘請陣頭在前，後依序為三祖會、二祖會、大祖會，最後是溪洲南清社迎請客神保儀大夫神轎押後。在路關後段，南清社隊伍直接回駕，不再回保福宮入廟。

## 外部連結
- 永和保福宮的Facebook專頁